# Supercopa de España femenina de waterpolo
La Supercopa de España femenina de waterpolo es una competición de waterpolo entre clubes españoles que se disputa a un solo partido entre el equipo ganador de la Liga y el ganador de la Copa de la temporada anterior. Es organizada por la Real Federación Española de Natación.

## Historial
| Ed.  | Temporada | Campeón        | Res.           | Subcampeón     | Sede      |
| ---- | --------- | -------------- | -------------- | -------------- | --------- |
| I    | 2009      | CN Sabadell    | 8–5            | CE Mediterrani | Tarrasa   |
| II   | 2010      | CN Sabadell    | 19–2           | CE Mediterrani | Mataró    |
| III  | 2011      | CN Sabadell    | 16–5           | CE Mediterrani | Sabadell  |
| IV   | 2012      | CN Sabadell    | 11–5           | CN Sant Andreu | Sabadell  |
| V    | 2013      | CN Sabadell    | 21–1           | CN Terrasa     | Barcelona |
| VI   | 2014      | CN Sabadell    | 14–3           | CN Mataró      | Barcelona |
| VII  | 2015      | CN Sabadell    | 12–5           | CN Sant Andreu | Barcelona |
| VIII | 2016      | CN Sabadell    | 11–6           | CN Mataró      | Mataró    |
| IX   | 2017      | CN Sabadell    | 10–5           | CN Mataró      | Valencia  |
| X    | 2018      | CN Sabadell    | 8–5            | CN Sant Andreu | Valencia  |
| XI   | 2019      | CN Mataró      | 10–10 (5–4 p.) | CN Sabadell    | Sabadell  |
| XII  | 2020      | CN Sabadell    | 11–6           | CN Mataró      | Sabadell  |
| XII  | 2021      | CN Mataró      | 10-8           | CN Sabadell    | Sabadell  |
| XII  | 2022      | CN Mataró      | 10-9           | CN Sabadell    | Mataró    |
| XIII | 2023      | CN Sabadell    | 12-11          | CN Mataró      | Sabadell  |
| XIV  | 2024      | CN Sant Andreu | 10-5           | CN Mataró      | Mataró    |

## Palmarés
| Club           | Títulos | Subtítulos | Años campeonatos                                                       |
| -------------- | ------- | ---------- | ---------------------------------------------------------------------- |
| CN Sabadell    | 12      | 2          | 2009, 2010, 2011, 2012, 2013, 2014, 2015, 2016, 2017, 2018, 2020, 2023 |
| CN Mataró      | 3       | 6          | 2019, 2021, 2022                                                       |
| CN Sant Andreu | 1       | 3          | 2024                                                                   |
| CE Mediterrani | 0       | 3          |                                                                        |
| CN Terrasa     | 0       | 1          |                                                                        |

- Datos: Q3977725